# Laotai (sockenhuvudort i Kina, Xinjiang Uygur Zizhiqu, lat 44,12, long 88,86)
Laotai (kinesiska: 老台, 老台乡) är en sockenhuvudort i Kina. Den ligger i den autonoma regionen Xinjiang, i den nordvästra delen av landet, omkring 110 kilometer öster om regionhuvudstaden Ürümqi. Antalet invånare är 7 216. Befolkningen består av 3 217 kvinnor och 3 999 män. Barn under 15 år utgör 14,0 %, vuxna 15-64 år 75 %, och äldre över 65 år 9,0 %.
Runt Laotai är det glesbefolkat, med 15 invånare per kvadratkilometer. Närmaste större samhälle är Santai, 3,8 km sydost om Laotai. Trakten runt Laotai består i huvudsak av gräsmarker.
Genomsnittlig årsnederbörd är 216 millimeter. Den regnigaste månaden är juni, med i genomsnitt 29 mm nederbörd, och den torraste är januari, med 7 mm nederbörd.